# Amomum aromaticum
Amomum aromaticum är en enhjärtbladig växtart som beskrevs av William Roxburgh. Amomum aromaticum ingår i släktet Amomum och familjen Zingiberaceae. Inga underarter finns listade i Catalogue of Life.

## Bildgalleri

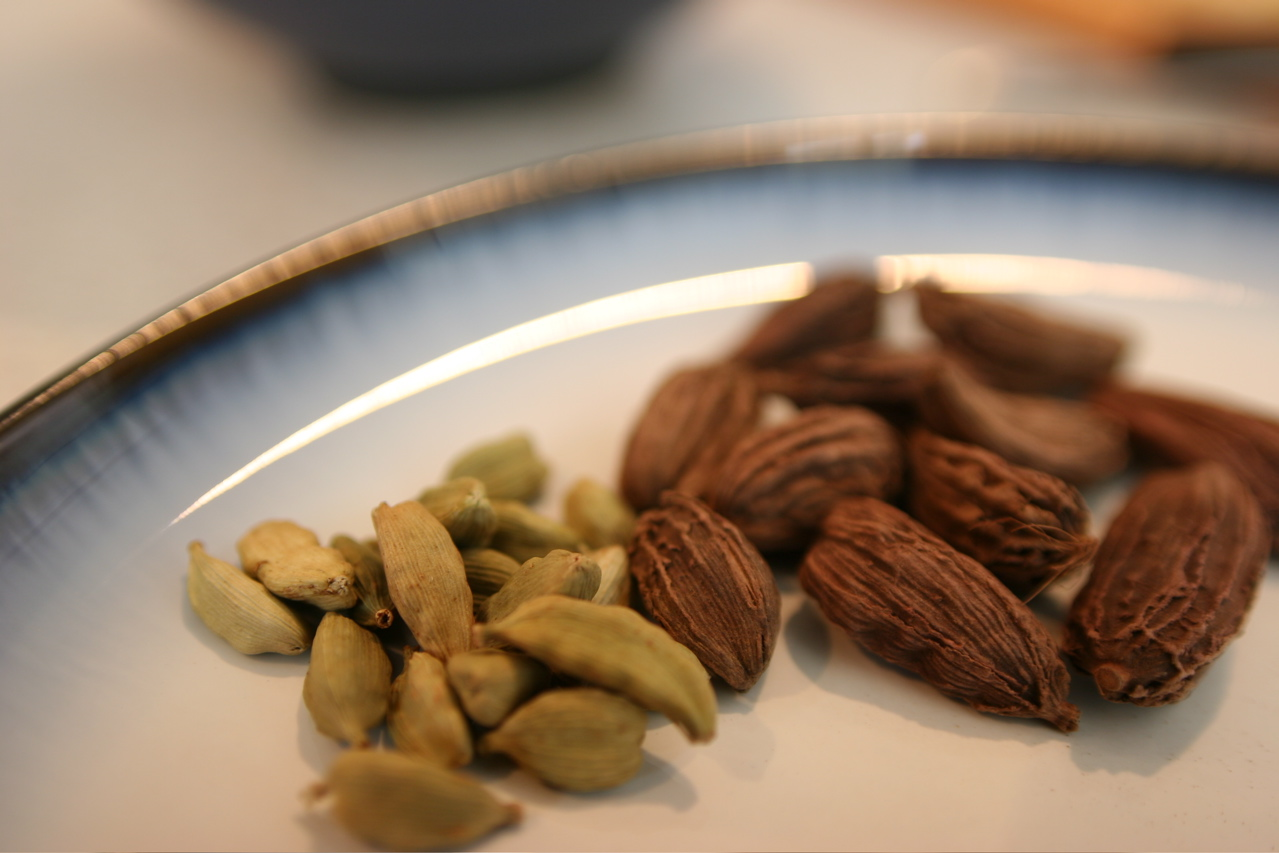
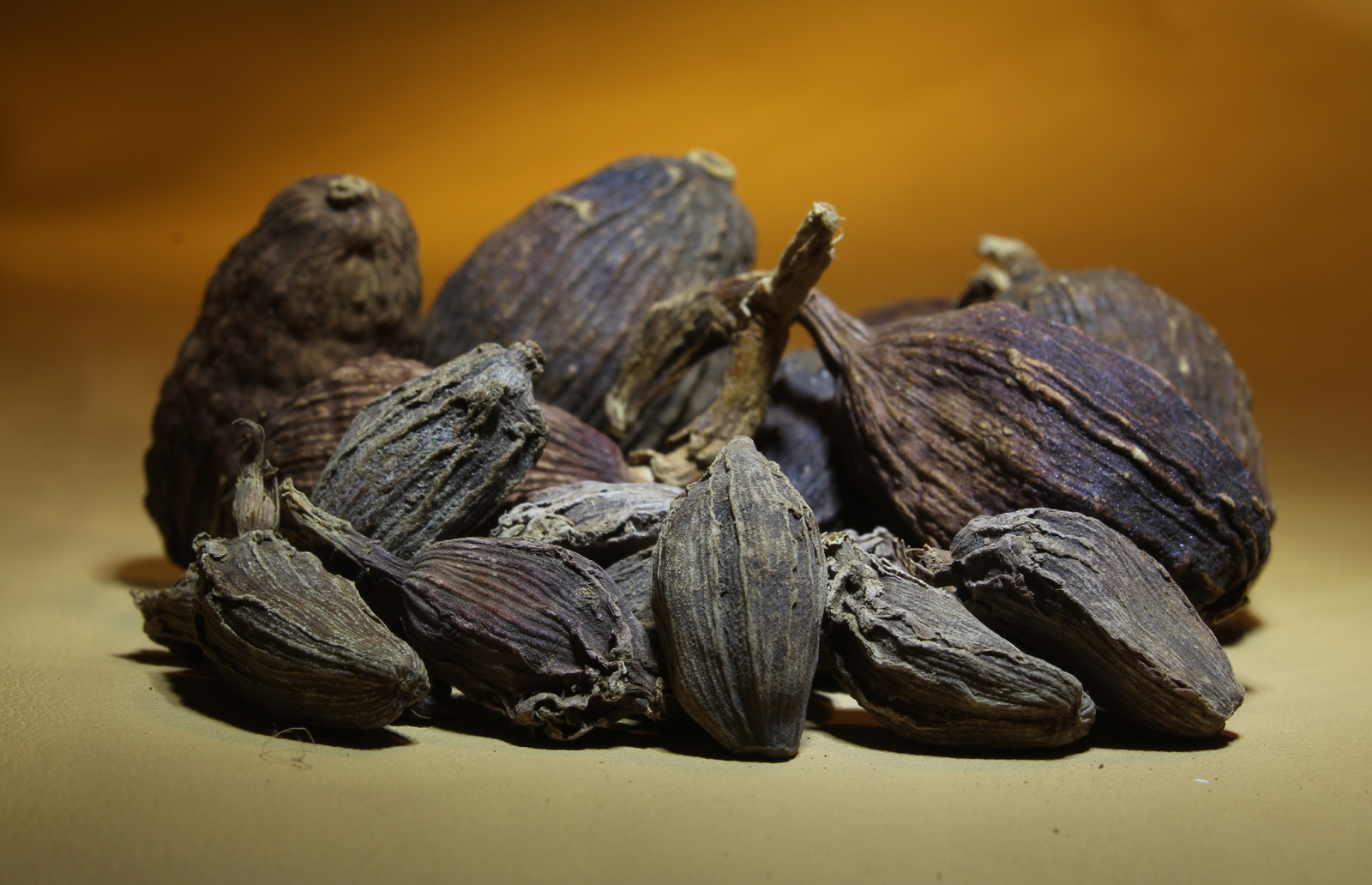
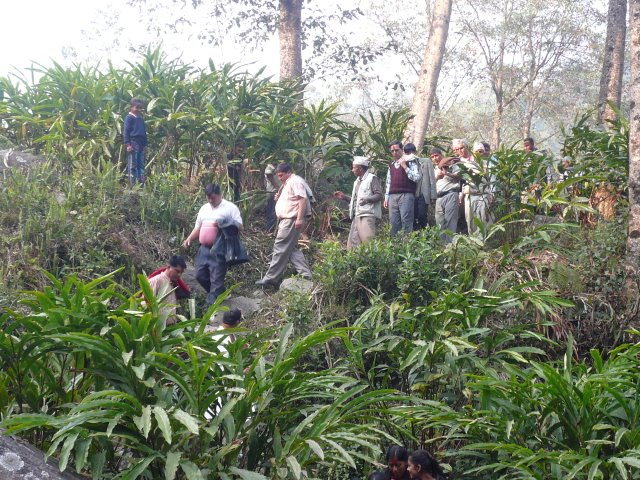
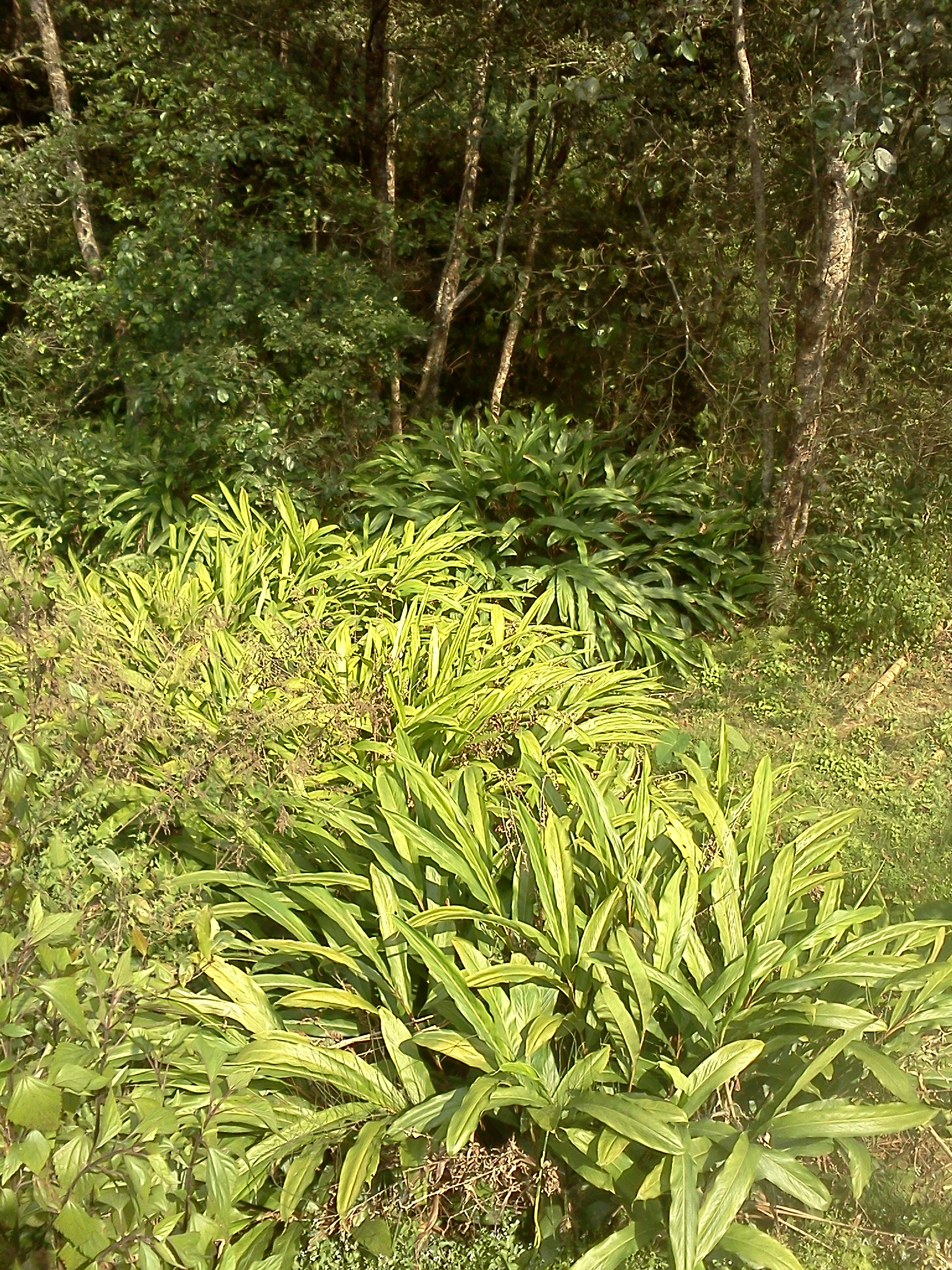